# Zacks Nkosi
Isaac Zacks Nkosi (* 1919 in Alexandra bei Johannesburg; † 1978) war ein südafrikanischer Jazz- und Mbaqangamusiker (Altsaxophon), der zahlreiche Songs schrieb und zu den wichtigsten Jazzmusikern des Landes für die 1950er und 1960er Jahre gerechnet wird.

## Leben und Wirken
Nkosi spielte zunächst Piano und Orgel; bald kam das Akkordeon dazu. Von seiner Schwester erhielt er mit 15 Jahren sein erstes Saxophon und trat bald mit der Havana Group auf. Dann arbeitete er mit der Blue Diamond Jazz Band, bevor er 1940 Mitglied der von Solomon Zuluboy Cele geleiteten Jazz Maniacs wurde. In den späten 1940er Jahren trat er auch mit Jazz Forces von King Force Silgee auf. Ab 1950 gehörte er zu den African Swingsters (unter der Leitung von Ellison Temba), mit denen er 1952 seinen Swazi Stomp aufnahm.
Mitte der 1950er Jahre leitete Nkosi neben seinem Sextett auch die City Jazz Nine, mit denen er zwischen 1956 und 1964 aufnahm (als LP unter dem Titel Our Kind of Jazz 1964 veröffentlicht). Er war dann auch als Produzent für EMI tätig. Seine Kompositionen wurden auch von Kwelagruppen und Vokalgruppen wie den Midnite Harmoneers aufgenommen sowie 1961 von den Bogard Brothers. 1975 nahm er mit Barney Rachabane, Sipho Gumede, Jackie Schilder und weiteren Musikern zwei weitere Alben auf. Eines davon Our Kind of Jazz '77 wurde 1984 unter dem Titel A Tribute to Zack Nkosi: Our Kind of Jazz Vol 1. neu aufgelegt.

## Bedeutung
Nkosi gehört zu den neun südafrikanischen Musikern, die auf dem Pioneering Spirits Walk of Fame in Newtown (Johannesburg) geehrt werden. Postum erhielt er den Siyabakhumbula-Preis. Der Keyboarder Jabu Nkosi, sein Sohn, legte 1997 das Tributalbum Remembering Bra Zacks vor; Marcus Wyatt erinnerte mit dem Album Africans in Space (2002) an seine Verdienste.